# Réformes de l'État belge
| |  |  |
| Les réformes de l’État belge mèneront à la fin de l'état-nation unitaire et à la transition vers un état fédéral composé d'entités fédérées : dans un premier temps trois communautés culturelles (carte de gauche) et trois régions administratives (carte de droite). |  |  |

Les réformes de l'état belge sont une série de six réformes lancées en Belgique à la fin des années 1960, avec, pour toile de fond, la naissance du fédéralisme belge pour tenter d’apporter une solution aux tensions communautaires dans le Royaume, entrainant la fin de l'état-nation unitaire et la transition vers un état fédéral.

## Contexte

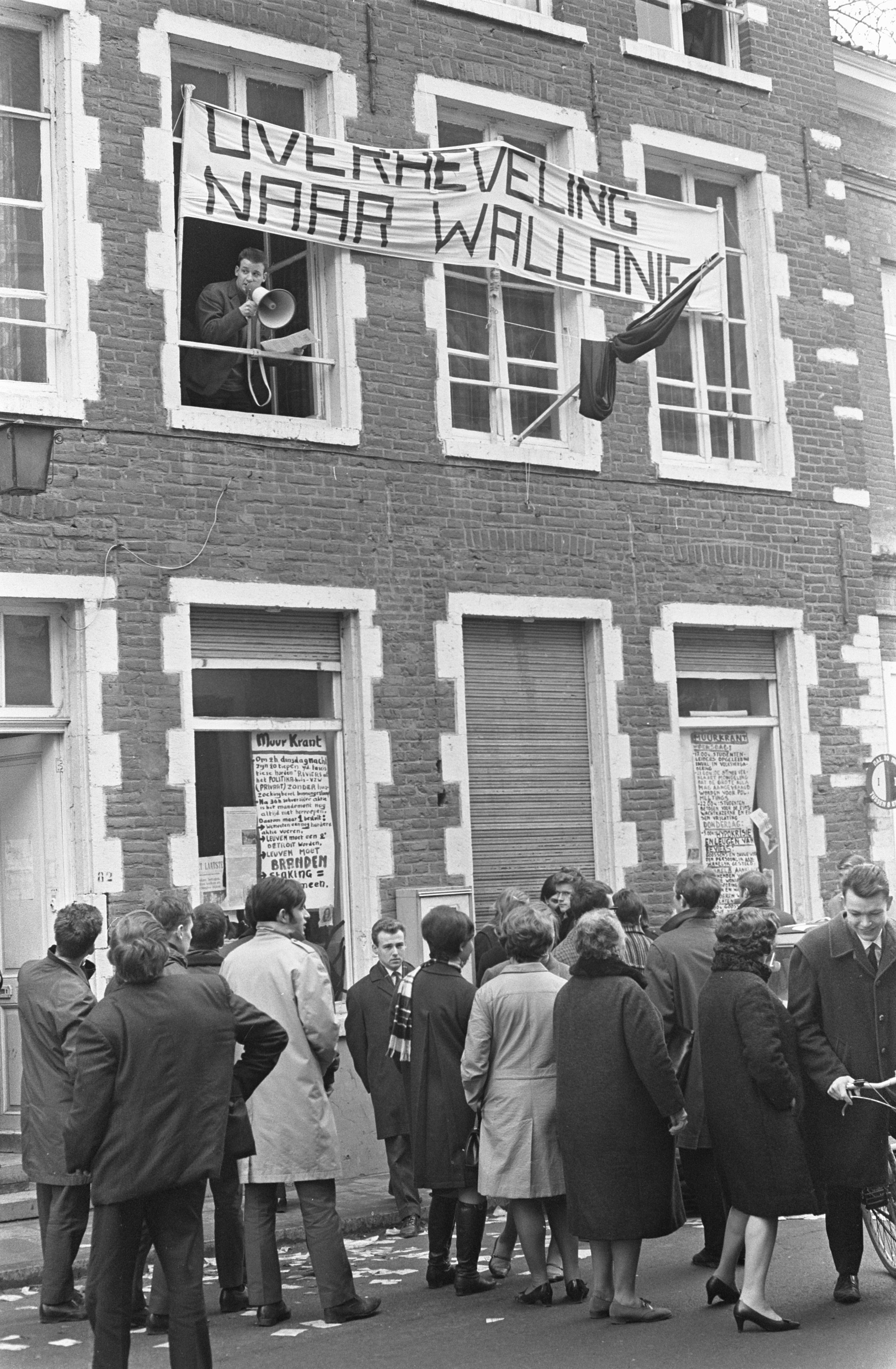
L'affaire de Louvain et le walen buiten en 1968.

La transformation de l'État belge d'un état-nation unitaire vers un état fédéral est à l'ordre du jour depuis la fin de la Seconde Guerre mondiale, bien que les tensions communautaires trouvent leurs sources bien plus tôt et que la législation sur l'usage des langues en Belgique ait débuté depuis le XIXe siècle.
Dès 1948, une loi crée le centre de recherches pour la solution nationale des problèmes sociaux, politiques et juridiques en régions wallonne et flamande, mieux connu sous le nom de centre Harmel, dont le rapport final est publié en 1958 et va jeter les bases du futur fédéralisme belge.
Les tensions entre groupes linguistiques s'accroissent alors dans le contexte d'après-guerre où la balance économique entre les régions s'inverse au profit de la Flandre, accroissant le mouvement flamand et ses revendications. Parmi elles, ils demandent plus d'autonomie pour la Flandre, principalement sur le plan culturel, mais aussi une meilleure reconnaissance du néerlandais dans les institutions nationales.
Le mouvement Wallon, quant à lui, s'inquiète d'une politique économique menée au niveau national qui ne correspond pas aux besoins de leur région, dont l'outil industriel est vieillissant, particulièrement dans le domaine de la métallurgie et de la sidérurgie, ainsi que dans les mines de charbon qui avaient fait la richesse et le progrès de la Belgique autrefois.
Une première étape est franchie le 8 novembre 1962 lorsque la frontière linguistique est tracée, séparant les francophones des néerlandophones selon les contours des provinces, à l'exception de la province de Brabant, qui est coupée en deux. La capitale, Bruxelles, est alors située du côté néerlandophone de la frontière et quatre régions linguistiques sont créées, toutes unilingues (allemande, française et néerlandaise), sauf la région bilingue de Bruxelles-Capitale (français / néerlandais).
En 1968, l'affaire de Louvain secoue le pays et fédère les acteurs politiques flamands autour de la revendication de flamandisation de l'université catholique de Louvain, qui sera scindée en deux.

## Les réformes

### Première réforme (1968 - 1973)
La première réforme de l’État introduit des changements majeurs dans les institutions de la Belgique en créant trois communautés culturelles, trois régions administratives et quatre régions linguistiques, au moyen d'une révision de la Constitution belge. Elle met en place la division du territoire national à un échelon supra-provincial par une première mise en œuvre de deux des trois régions administratives : la région flamande et la région wallonne.

### Deuxième réforme (1980- 1983)
La deuxième réforme de l’État fait entrer en fonctions les trois communautés linguistiques (francophone, germanophone et néerlandophone) et deux des trois régions administratives (région flamande et région wallonne), l'entrée en vigueur de la troisième, la région de Bruxelles-Capitale, étant postposée à la troisième réforme de l'état belge quelques années plus tard, faute d'un accord entre les différents partis.
C'est également lors de cette deuxième réforme que se mettent en place définitivement quatre caractéristiques de l'État fédéral belge : 
- la coexistence des communautés et des régions.
- le principe de l'équipollence des normes entre la loi et les décrets.
- l'octroi d'un pouvoir fiscal aux communautés et aux régions.
- l'asymétrie des institutions

### Troisième réforme (1988 - 1990)

La troisième réforme de l’État belge fait entrer en vigueur la région de Bruxelles-Capitale, qui n'avait pas pu être créée avant, faute d'accord.

La troisième réforme de l’État fait entrer en vigueur des mesures visant à endiguer la crise politique et sociale qui s'est créée autour des communes à facilités et avait entrainé la chute du gouvernement Martens VII. Elle crée la région de Bruxelles-Capitale et les institutions bruxelloises pour lesquelles un accord n'avait pas encore pu être trouvé. Elle transfert de nouvelles compétences aux régions et aux communautés et fixe certaines règles de financement des entités fédérées.

### Quatrième réforme (1992 - 1994)

La scission de la province du Brabant le 1 janvier 1995, fut l'une des conséquences de la quatrième réforme de l’État belge.

La quatrième réforme de l’État proclame et décrit officiellement le caractère fédéral de la Belgique dans la constitution belge.
Elle opère également la scission de la province de Brabant, qui entre en vigueur lieu le 1er janvier 1995 et qui fait passer le nombre de provinces de neuf à dix, avec la création, de part et d'autre de la frontière linguistique, de la province du Brabant flamand au nord et de la province du Brabant wallon au sud.

### Cinquième réforme (2000 - 2002)
La cinquième réforme de l’État transfère de nouvelles compétences aux entités fédérées, dont l'agriculture, le commerce extérieur et les pouvoirs locaux. Elle réorganise également leur financement et réforme les institutions bruxelloises.

### Sixième réforme (2012 - 2014)
| |  |  |
| C'est lors de la sixième réforme de l’État belge que la compétence de la mobilité routière est transférée aux régions, entrainant des différences sur le territoire belge notamment en matière de limitation de vitesse. |  |  |

La sixième réforme de l’État transfère de nouvelles compétences aux régions (l'économie, la mobilité routière et l'emploi) ainsi qu'aux communautés, qui obtiennent des compétences relatives aux politiques familiales.
Elle règle également l'épineuse question de la scission de Bruxelles-Hal-Vilvorde.

### Septième réforme
Une septième réforme de l’État est souvent évoquée mais n'a, jusqu'à présent, pas été mise en œuvre. Certains l'anticipent déjà, comme le Parlement de la communauté germanophone de Belgique qui, le 25 mars 2024, a adopté une proposition de résolution visant à faire sortir la communauté germanophone de Belgique de la province de Liège en cas de septième réforme de l’État